# 费耶诺德 (鹿特丹)

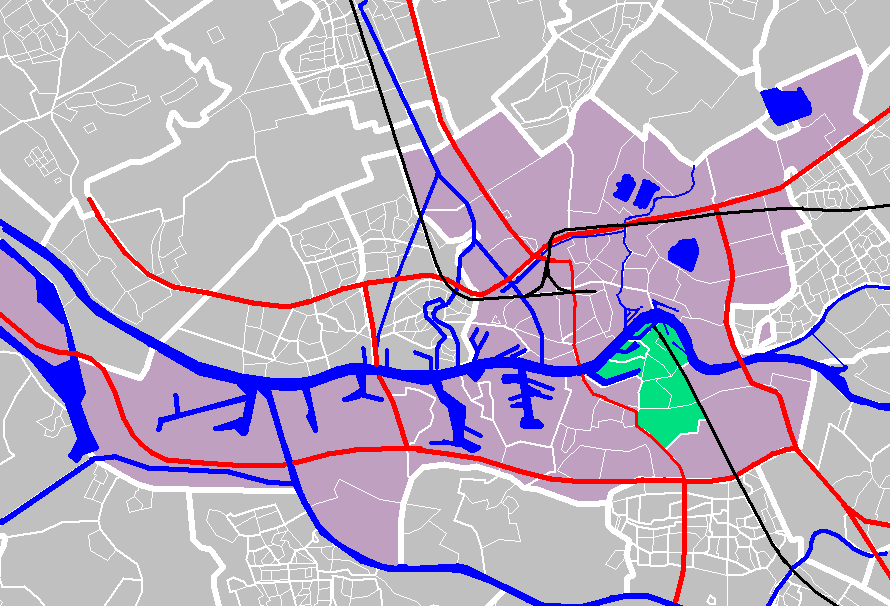
费耶诺德（绿色）在鹿特丹的位置

费耶诺德（荷蘭語：Feijenoord，發音：[ˈfɛiənoːrt]）是荷兰南荷蘭省鹿特丹的分区，面积8.55平方千米，2023年人口78585。荷甲球队飛燕諾得名于此，不过该球队名称的拼写在20世纪70年代改为了“Feyenoord”，以向非荷兰人表明该名称的正确发音。